# Willem Hendrik van den Bos
Willem Hendrik van den Bos   (Rotterdam, 25 de setembre de 1896 - Johannesburg, 30 de març de 1974) va ser un astrònom sud-africà d'origen neerlandès. Algunes fonts el citen erròniament com Van der Bos.
Van den Bos va treballar a l'Observatori de Leiden als Països Baixos, però en 1925 es va traslladar a l'Observatori Unió a Sud-àfrica, que va passar a dirigir en 1941.
Va descobrir milers d'estels dobles, dels quals va registrar desenes de milers de mesures micromètriques, calculant les òrbites de nombrosos estels binaris.
Va presidir la Societat Astronòmica de Sud-àfrica en 1943 i 1955.
Algunes fonts biogràfiques indiquen que va descobrir més de cent asteroides. Així i tot, el Centre de Planetes Menors no el cita en els seus llistats oficials.

## Eponimia
- El cràter lunar Van des Bos porta aquest nom en la seva memòria.[3]
- L'asteroide (1663) van den Bos també commemora el seu nom.